# Ferroportina

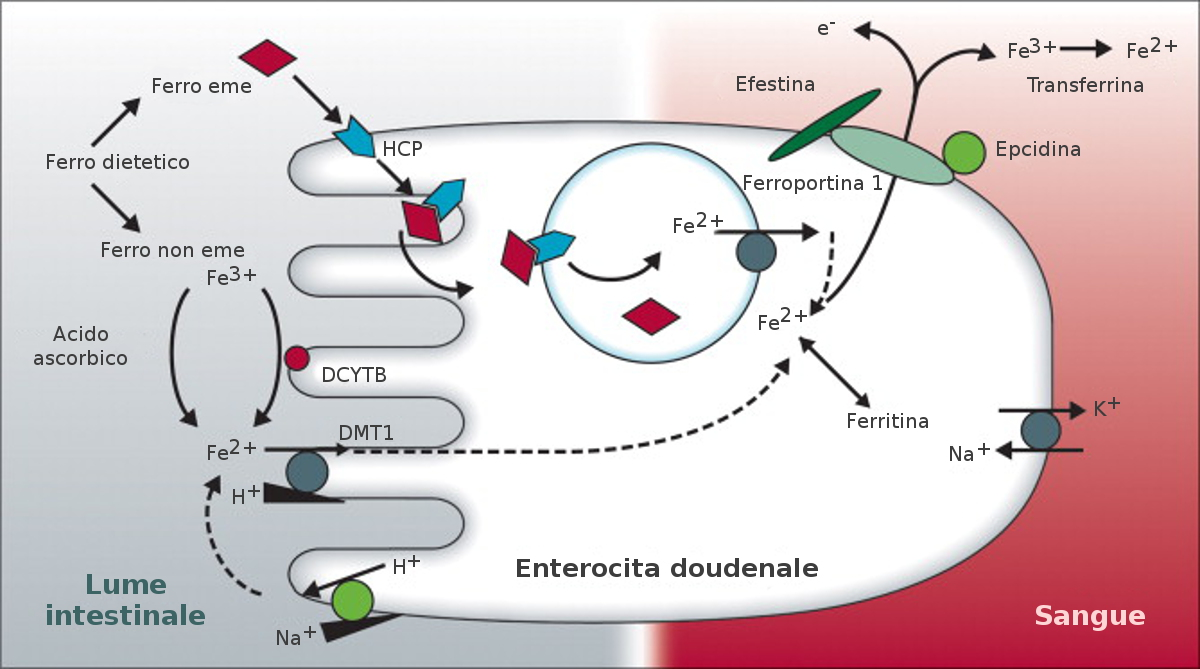
Metabolismo del Ferro

La ferroportina-1 nota anche come (SLC40A1) o regolatore del trasporto del ferro-1 è una proteina che nell'uomo è codificata dal gene SLC40A1.
La ferroportina è l'unica proteina transmembrana conosciuta per trasportare ferro dall'interno di una cellula al di fuori di essa.

## Funzioni
La ferroportina è stata ritrovata sulla superficie delle cellule che accumulano o trasportano il ferro, quali:

- Enterociti nel  duodeno,
- Epatociti,
- Macrofagi del sistema reticolo endoteliare.
- cellule placentari

I macrofagi per l'eritropoiesi ogni giorno riciclano 20 mg di ferro dagli eritrociti lisati.
Ricerche recenti suggeriscono che la Ferroportina viene inibito dalla epcidina, che si lega al Ferroportina e la interiorizza all'interno della cellula.
Il risultato di questo legame è l'inibizione del trasporto del ferro al circolo, e quindi la ritenzione del ferro all'interno delle cellule con una conseguente riduzione dei livelli di ferro nel plasma. Questo è particolarmente significativo negli enterociti che sono alla fine del loro ciclo vitale. Il ferro supplementare conservato all'interno di essi non solo viene impedito di entrare nel flusso sanguigno, ma finisce per essere escreto nelle feci. L'Epcidina è quindi il "principale regolatore" del metabolismo del ferro nell'uomo.

## Ruolo della lattoferrina
La lattoferrina somministrata oralmente si è rivelata un modulatore della sintesi di epcidina e ferroportina, mettendo quindi in discussione il loro ruolo di principali regolatori del metabolismo del ferro.
Uno studio  ha verificato che la somministrazione di lattoferrina a 1000 pazienti già dopo 30 giorni aumentava significativamente i globuli rossi, emoglobina, ferro serico totale e la ferritina, molto più del solfato ferroso. E, diversamente dal solfato, ripristinava l'omeostasi del ferro, tramite la regolazione di epcidina e ferroportina.
Ricercatori indiani hanno verificato nel 2012 che la lattoferrina di vacca Vechur ha proprietà più avanzate della lattoferrina delle altre razze, perché dispone di 11 sostituzioni dell'amminoacido arginina (contro 2/3 del comune latte vaccino). Essi hanno brevettato un metodo per produrre in laboratorio tramite l'ingegneria genetica la lattoferrina da questa variante di vacca indiana . In questo modo, diventa possibile la diffusione di farmaci e integratori alimentari di lattoferrina, senza dipendere dalla produzione di latte vaccino. 

Non è ancora verificato se la lattoferrina sintetizzata con questo metodo industriale ha la stessa biodisponiblità ed efficacia di quella estratta naturalmente dal latte di vacca Vechur e delle altre razze.